# Job Bovelander
Job Bovelander (Voorburg, 11 januari 1990) is een Nederlandse acteur en zanger.

## Biografie
Bovelander voltooide in 2008 zijn havo-opleiding aan de Havo voor Muziek en Dans (Codarts). Vervolgens begon hij aan een deeltijdopleiding Muziektheater in Rotterdam (Codarts). Bovelander heeft zanglessen gehad van onder andere Laura de Bekker, Alberto ter Doest en Jimmy Hutchinson.

## Privé
Bovelander heeft een relatie met Chava voor in 't Holt. Samen kregen ze in 2018 een zoon.

## Carrière

### Televisie
- Onderweg naar Morgen (2001) – Olivier
- Kinderen voor Kinderen Songfestival (2001) – Deelnemer
- Una Voce Particolare (2007) – Deelnemer
- Zeg 'ns Aaa (2009) – Pim van der Ploeg
- Slot Marsepeinstein (2011) – Schilderpiet
- Moeder, ik wil bij de Revue (2012) – Billy
- De Club van Sinterklaas: Pieten Nieuws Live (2012)- Coole Piet
- VRijland (2012) – Geheim agent
- Doris – Pianobezorger
- Post voor Sint  (2013) – Coole Piet
- Familie (2014, 2015) – Jonas Lybaert
- Nieuwe buren (2014) – Ziekenhuismedewerker
- Dokter Tinus (2015-2016) – Gijs de Groot klusjesman en restaurantmedewerker
- De Club van Sinterklaas. Het Pietendiploma (2021) – Coole Piet
- De Club van Sinterklaas, Geheimen van de Sint (2022) – Coole Piet
- De Club van Sinterklaas, de gestrande stoomboot (2023) - Coole Piet
- De Club van Sinterklaas, het grote sneeuwavontuur (2024) - Coole Piet

### Film
- Kruimeltje (1999)
- De Fameuze Artiest in Ruste (1999)
- Penny's Shadow (2011) – Yuksal
- De Club van Sinterklaas & Het Geheim van de Speelgoeddokter (2012) – Talentpiet; later in de film (aan het einde) noemde de Sint hem Coole Piet
- De Club van Sinterklaas & De Pietenschool (2013) – Coole Piet
- De Club van Sinterklaas & Het Pratende Paard (2014) – Coole Piet
- De Club van Sinterklaas & De Verdwenen Schoentjes (2015) – Coole Piet
- De Club van Sinterklaas & Geblaf op de Pakjesboot (2016) – Coole Piet
- Sinterklaas & Het Gouden Hoefijzer (2017) – Coole Piet
- Sinterklaas en de Vlucht door de Lucht – (2018) Coole Piet
- Waar is het Grote Boek van Sinterklaas? – (2019) Coole Piet
- De Club van Sinterklaas & Het Grote Pietenfeest (2020) – Coole Piet
- De Club van Sinterklaas & Het VergetencPietje (2021) – Coole Piet
- De Club van Sinterklaas & De Race Tegen de Klok (2022) – Coole Piet

### Theater
- Elisabeth (1999-2000) – Kleine Rudolf
- Robin Hood (2001)
- The Sound of Music (2002-2004) – Friedrich von Trapp
- Merlijn (2005-2006)
- Anna en de 7 Zwavelstokjes (2005)
- Pietje Bell – Engeltje (2006-2007)
- Op hoop van zegen – Barend (2008-2009)
- Hoe overleef ik mijn eerste zoen? – Thomas (2009-2010)
- Volendam (2010-2011) – Tom
- De zangeres zonder naam (2012)
- De Jantjes (2012-2013) – Schele Manus
- Eindeloos (2013) – Tom
- Sonneveld (2013-2014) – Friso Wiegersma
- ANNE (2014) – Hello / Peter van Pels
- Ciske de Rat (2016-2017) – Jan Verkerk, understudy Cis de man
- Het verzet kraakt (2017) – Douwe Mik
- Charley, de komische musical (2018-2019) – Lodewijk van Blaericum
- Lazarus (musical) (2020) – Michael
- Checkpoint Charlie (2023) - Timo
- Piaf (musical) (2023-2024) - De Duivel

## Nasynchronisatie
- Bubble Guppies – Gil
- Max Adventures – Max
- Thundercats – Lion-O
- Winx Club – Bijrol
- LEGO Chima – Laval
- Shake It Up – Martin 'Deuce' Martinez
- Wingin' It – Porter Jackson
- Big Time Rush – Jett Stetson
- Good Luck Charlie – Spencer Walsh
- Inspector Gadget (2015) – Talon Claw
- Henry Danger (2015-2020) – Mitch Bilsky
- Transformers: Robots in Disguise – Sideswipe
- WITS Academie – Luke Archer
- Finding Dory – Gorgel (2016)
- Stormwind 1 & 2 – Sam
- Voltron: Legendary Defender – Keith
- Shadowhunters: The Mortal Instruments – Jace Herondale (seizoen 3)
- Beyblade Burst – Shu Kurenai
- Danger Force – Mitch Bilsky

## Discografie

### Singles
| Single met eventuele hitnotering(en) in de Nederlandse Top 40 | Datum van verschijnen | Datum van binnenkomst | Hoogste positie | Aantal weken | Opmerkingen |
| ------------------------------------------------------------- | --------------------- | --------------------- | --------------- | ------------ | --- |
| Een echte piet                                                | 2013                  | -                     |                 |              | |
| Zo                                                            | 2013                  | -                     |                 |              | Tekst door Belinda Meuldijk                                                                                           |
| Sinds die ene nacht                                           | 2012                  | -                     |                 |              | Nr. 40 in de Single Top 100                                                                                           |
| 1 Sinterklaas                                                 | 2012                  | -                     |                 |              | Soundtrack De Club van Sinterklaas & Het Geheim van de Speelgoeddokter / als Coole Piet / Nr. 81 in de Single Top 100 |
| Een echte Piet                                                | 2013                  | -                     |                 |              | Soundtrack De Club van Sinterklaas & De Pietenschool / als Coole Piet                                                 |